# 海面

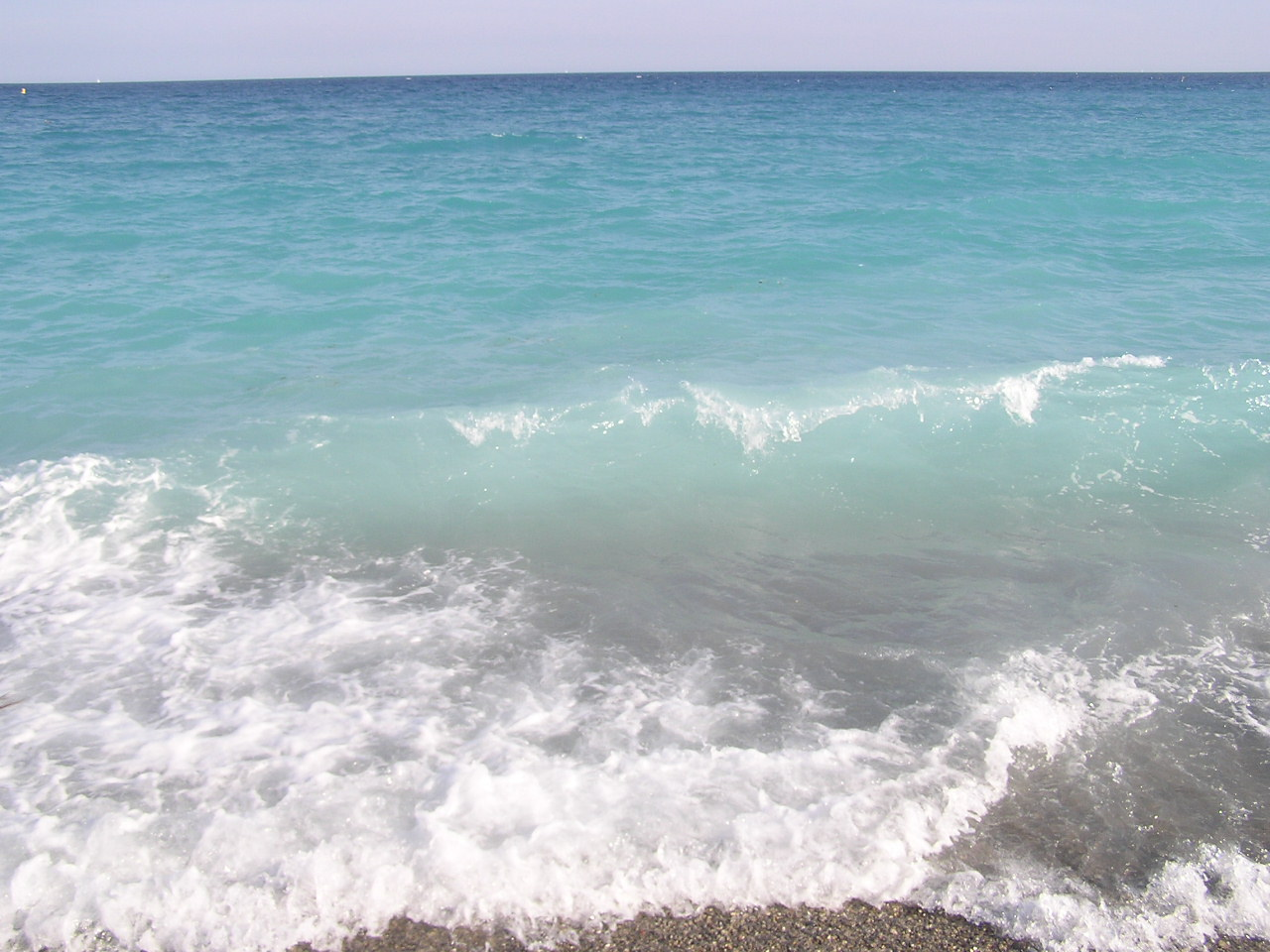
コート・ダジュールの海面

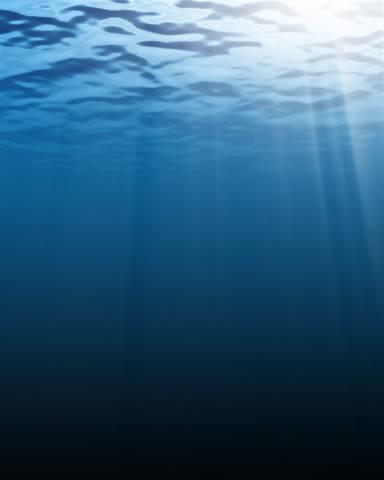
海中から見た海面

海面（かいめん）とは、一般には海洋の水面、表面（海水面）。海水面は、測地学的には海洋の平均的な高さ（平均海水面）を示す。
大気と海洋とは、その境界面である海面を通して、熱（潜熱、顕熱）および運動量（風応力）等の形でエネルギーをやりとりしており、海洋物理学、気象学の観点から非常に重要な場となっている。

## 平均海水面
平均海水面（へいきんかいすいめん、英: mean sea level; MSL）とは、一定の地域における高さの基準とするために定められる、平均的な海水面の高さである。ある地点の平均海水面からの高さを、その地点の海抜という。平均海水面は「静穏な水位」すなわち潮汐、風、波によって常に変化する海水面の一定期間の平均として求められる。
海水面は、実際の海面の変化や、観測点の高度の変化によって決まるが、現実には、長期的な平均値を取っても、海流や気圧変化、海水温、塩分濃度の変化などの影響を受ける。もし、これらの影響がなく、また、陸地や海底地形の影響がない場合には、平均海水面は地球の等ポテンシャル面であるジオイド面と一致する。平均海水面とジオイドの差は、海面形状学によって調べることができるが、全世界で、最大±2 m程度である。
平均海水面は、地球表面全体で一定であるわけではなく、例えばパナマ運河においては、太平洋は大西洋よりも20cm高い。日本では、一部の離島を除いて、東京湾の平均海水面を基準として土地の高さを表示している。これを東京湾平均海面という。
計器飛行方式 (IFR) での飛行では、正確に信頼できる平均海水面からの高度（海抜高度、AMSL）と着陸目的の空港の高度の計測が必要であるため、航空技術においては、平均海水面は世界測地系に基づいた地球楕円体を基準に、GPS（全地球測位システム）を利用して求めるようになってきている。

### 日本で扱われる海水面（潮位）
- 平均満潮位
- 平均干潮位
- 朔望平均満潮位
- 朔望平均干潮位
- 東京湾平均海面 (Tokyo Peil; T.P.)
- 大阪湾最低潮位 (Osaka Peil; O.P.)
- 略最低低潮面

## 漁業における定義
主に日本の漁業関連法令で用いられる用語としては、以下の湖については漁業法で海面として指定されている。
- 琵琶湖
- 霞ヶ浦・北浦
- 浜名湖
- 中海
- 加茂湖
- 猿澗湖
- 風蓮湖
- 厚岸湖
- 能取湖[2]

### 内水面
海面と内水面（河川・湖沼）の区分は、漁業権の設定や漁業調整の方法など、漁業関係法令を適用する場合に最も基礎となるものである。海面と河川（内水面）の境界は、一般に河口両岸を結んだ線を境界とするが、地形上河口両岸自体が判然としない場合もある。この場合は、淡水の流量や生態系の変化などを総合的に判断して決定される。

## 海面変動

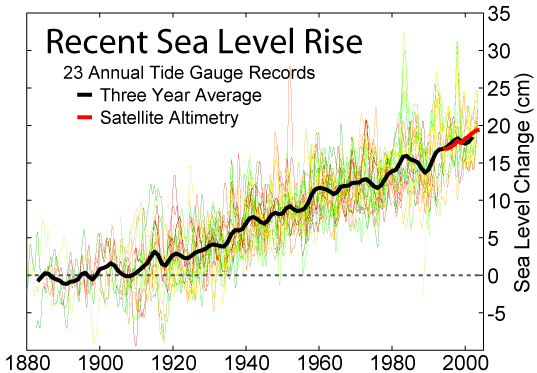
1880年から2005年の海面変動

地球上の海面は、さまざまな要因で変動（上下）する（海面変動）。潮汐によって短いサイクルで広域的な変動が起こり、洪水や津波などで局地的に変動が起こる。
また、長いサイクルで見ると、気候変動によって海面が数百m変わる海水準変動も発生している。海水準変動という言葉は、主に地質時代の海面変動を指し、特に近年の上昇傾向にある海面変動は、別に海面上昇と呼ばれる。